# Rhynchostegium bequaertii
Rhynchostegium bequaertii là một loài rêu trong họ Brachytheciaceae. Loài này được Thér. & Naveau mô tả khoa học đầu tiên năm 1942.